# Улица Дзержинского (Хабаровск)
Улица Дзержинского — улица в историческом центре Хабаровска, проходит от улицы Ленина до улицы Серышева.

## История

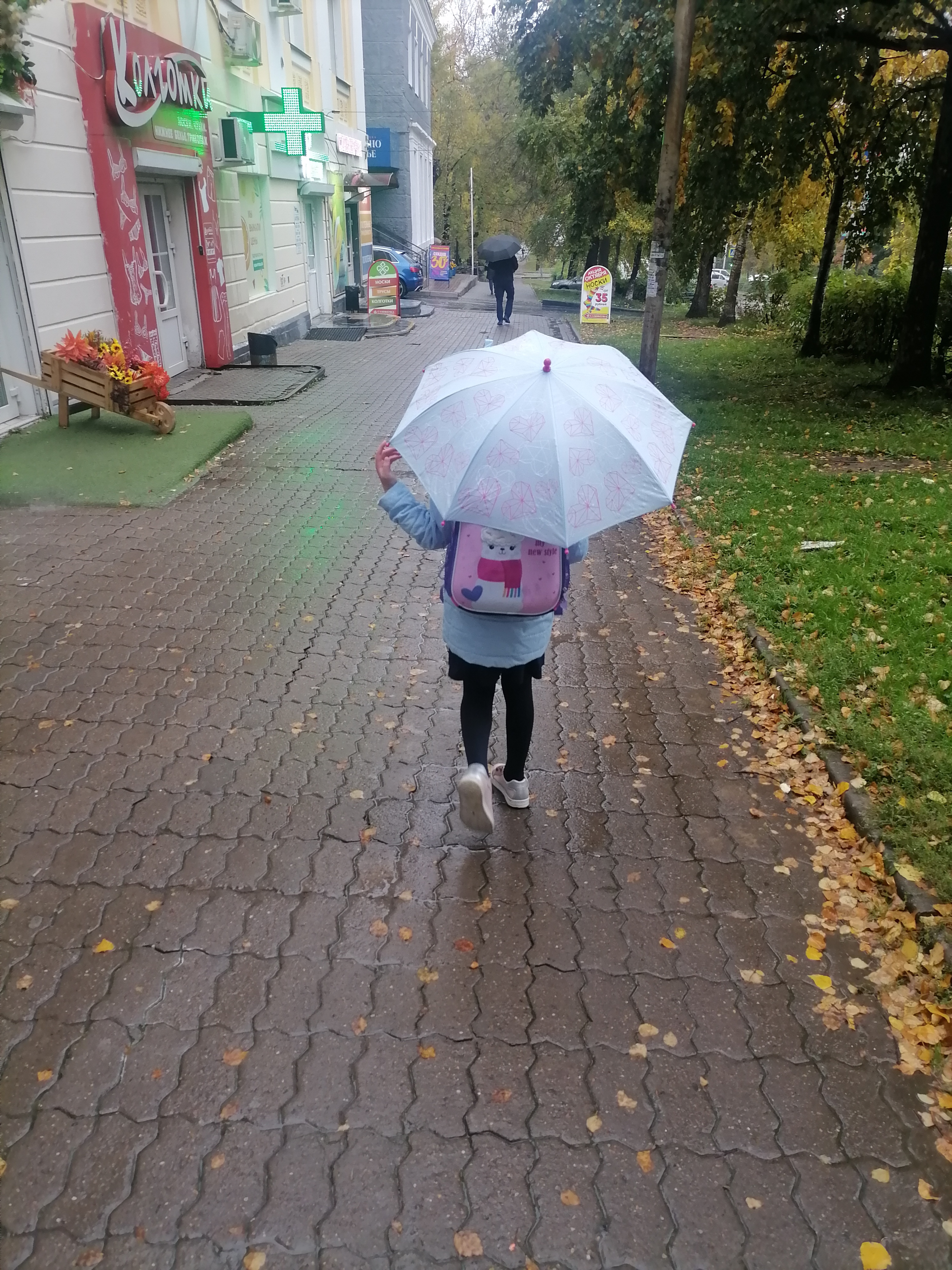
Юный пешеход поёт на улице

Историческое название — Хабаровская. Одна из первых улиц города, была границей его территории, определённой планом 1880 года.
Современное название в честь видного деятеля советского государства Ф. Э. Дзержинского (1877—1926).
В 1933 году в Хабаровске по адресу улица Дзержинского, 44, был построен дом-коммуна на 146 квартир для сотрудников НКВД (проект инженера Гейтмана), позднее в здании разместился клуб НКВД, а ныне — Хабаровский краевой театр драмы.

## Достопримечательности
д. 4 — офис партии «Новые люди»
д. 18 — Бывший дом Ф. А. Гоголева 
д. 22 — Бывший доходный дом М. И. Порошина 
д. 28 — Бывший доходный дом В. А. Кровякова 
д. 36 — Управление Главамуррыбпрома 
д. 40 — Бывший доходный дом Г. Г. Лухта 
д. 44 — Хабаровский краевой театр драмы (мемориальная доска Е. Н. Паевской и В. А. Шаврину, М. М. Кацелю
д. 45 — Бывший дом М. Долгушева 
д. 48 — Алексеевская гимназия 

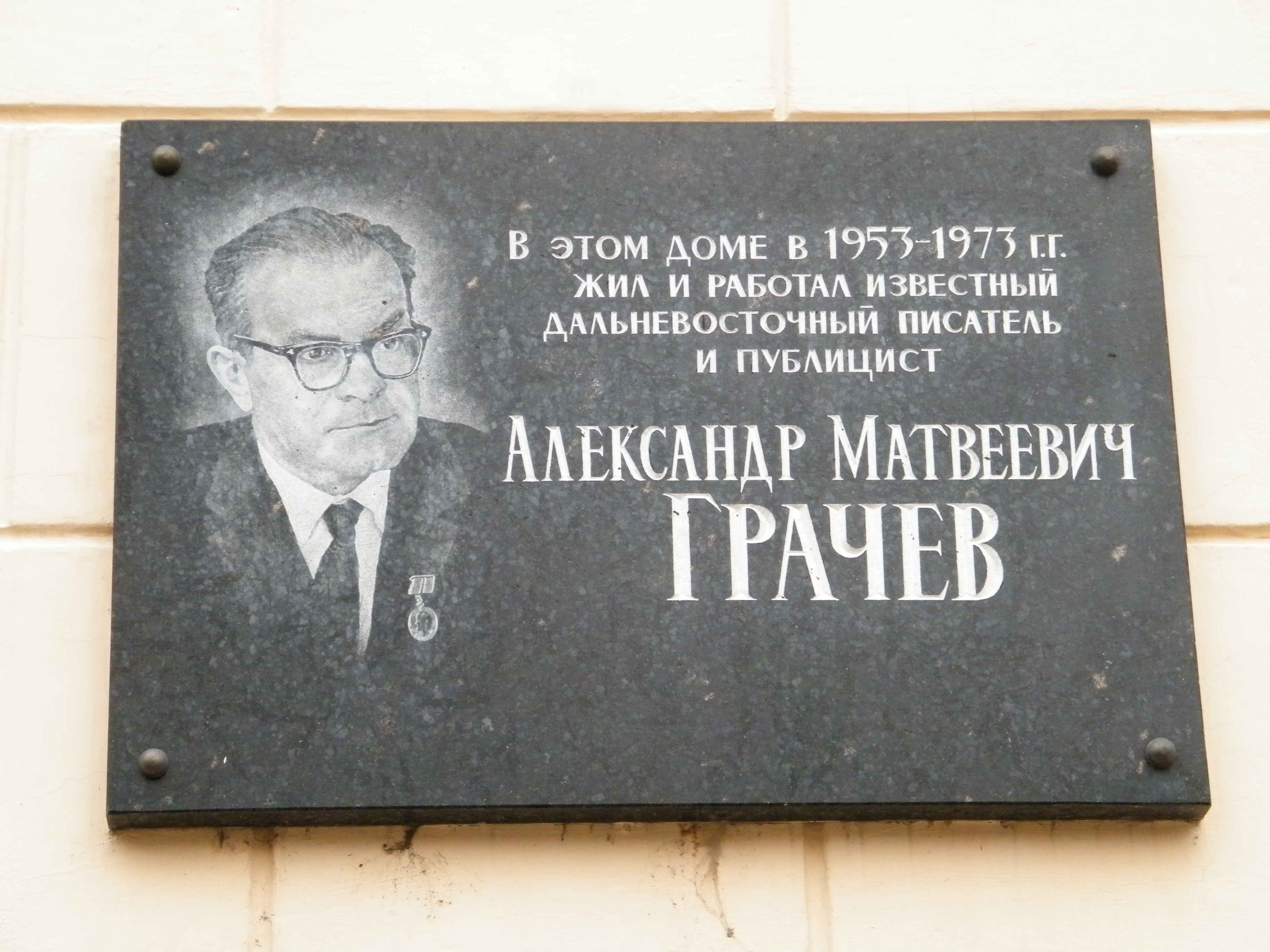
д. 72. Мемориальная доска А. Грачёву

д. 54 — Бывший доходный дом Г. П. Рословича 
д. 60 — Бывший доходный дом Ф. В. Чудинова 
д. 63 — Бывший дом жилой И. Н. Ситникова 
д. 89 — Бывший военно-аптечный склад 

## Известные жители
д. 72 — писатель А. М. Грачёв (мемориальная доска)

## Галерея

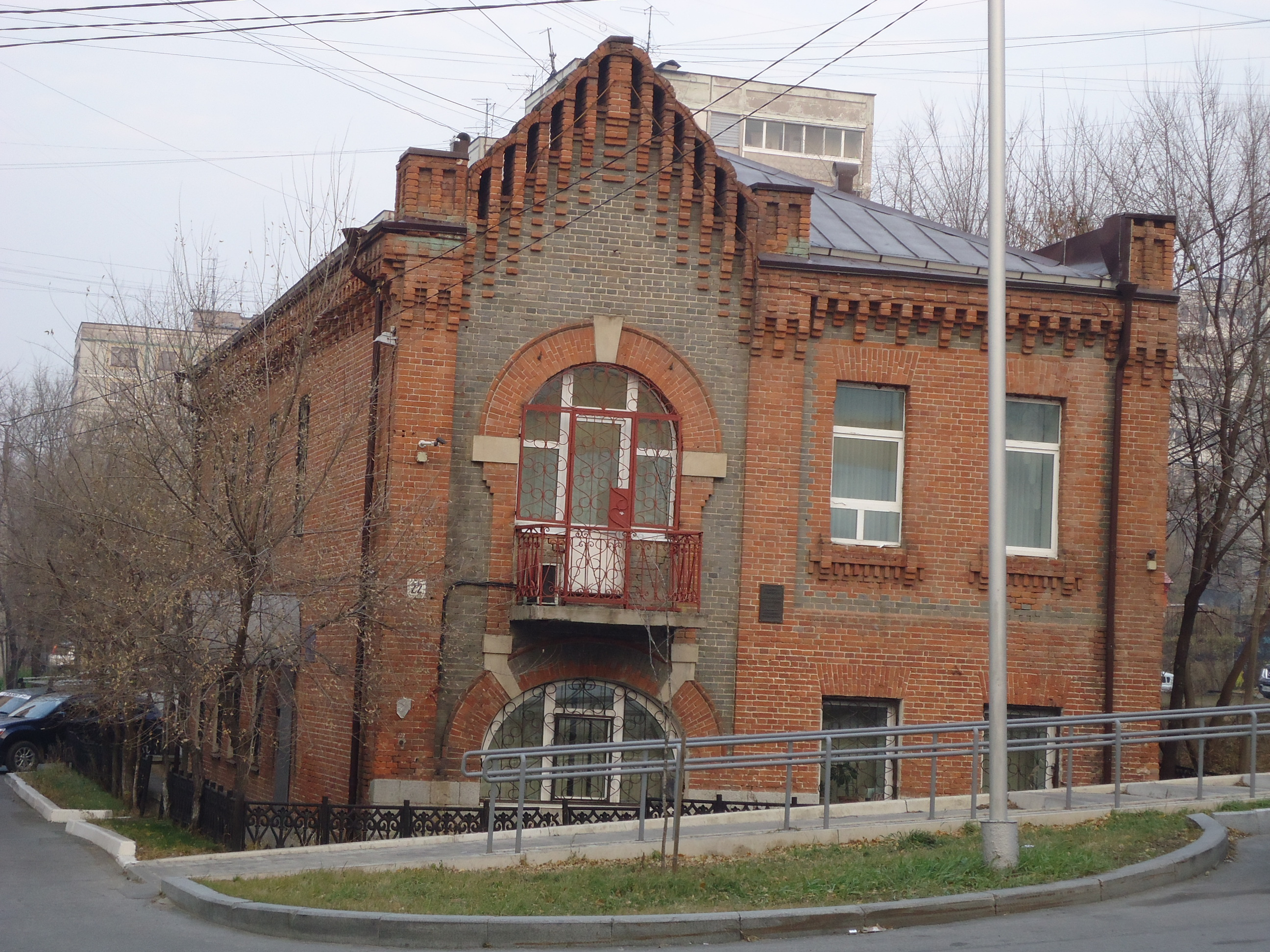
Бывший доходный дом М.И.Порошина
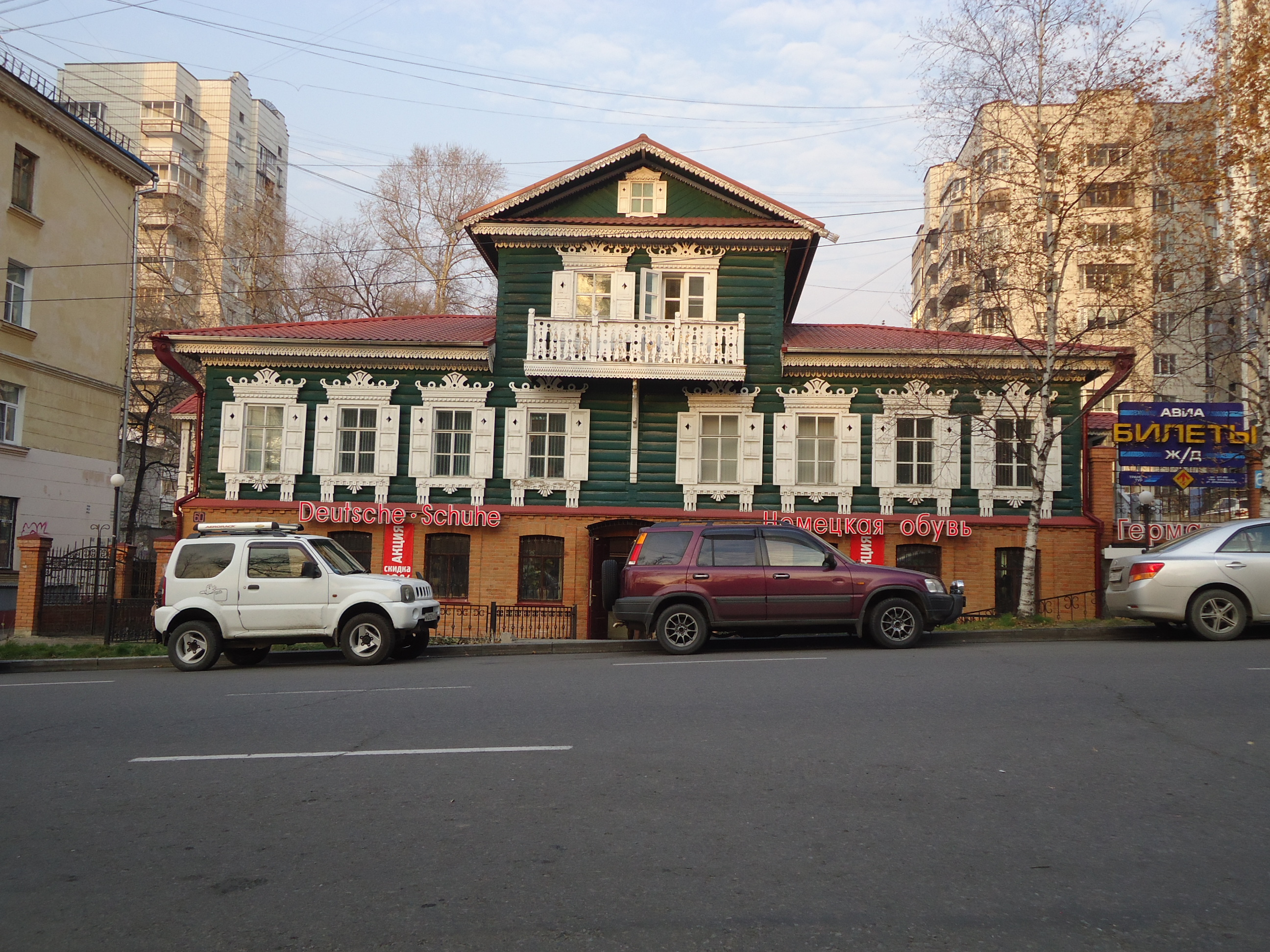
Дом доходный Чудинова
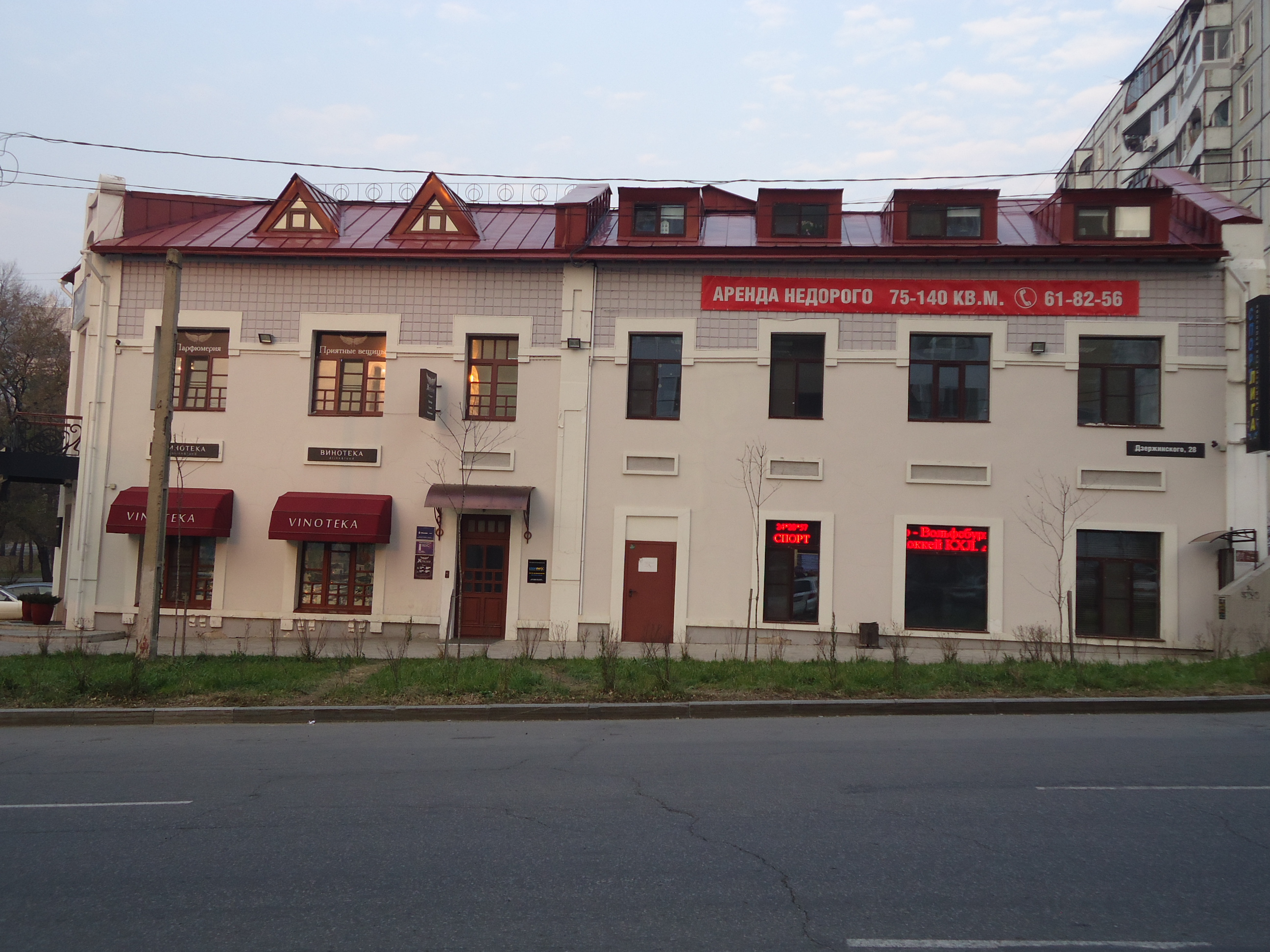
Дом доходный В.А. Кровякова
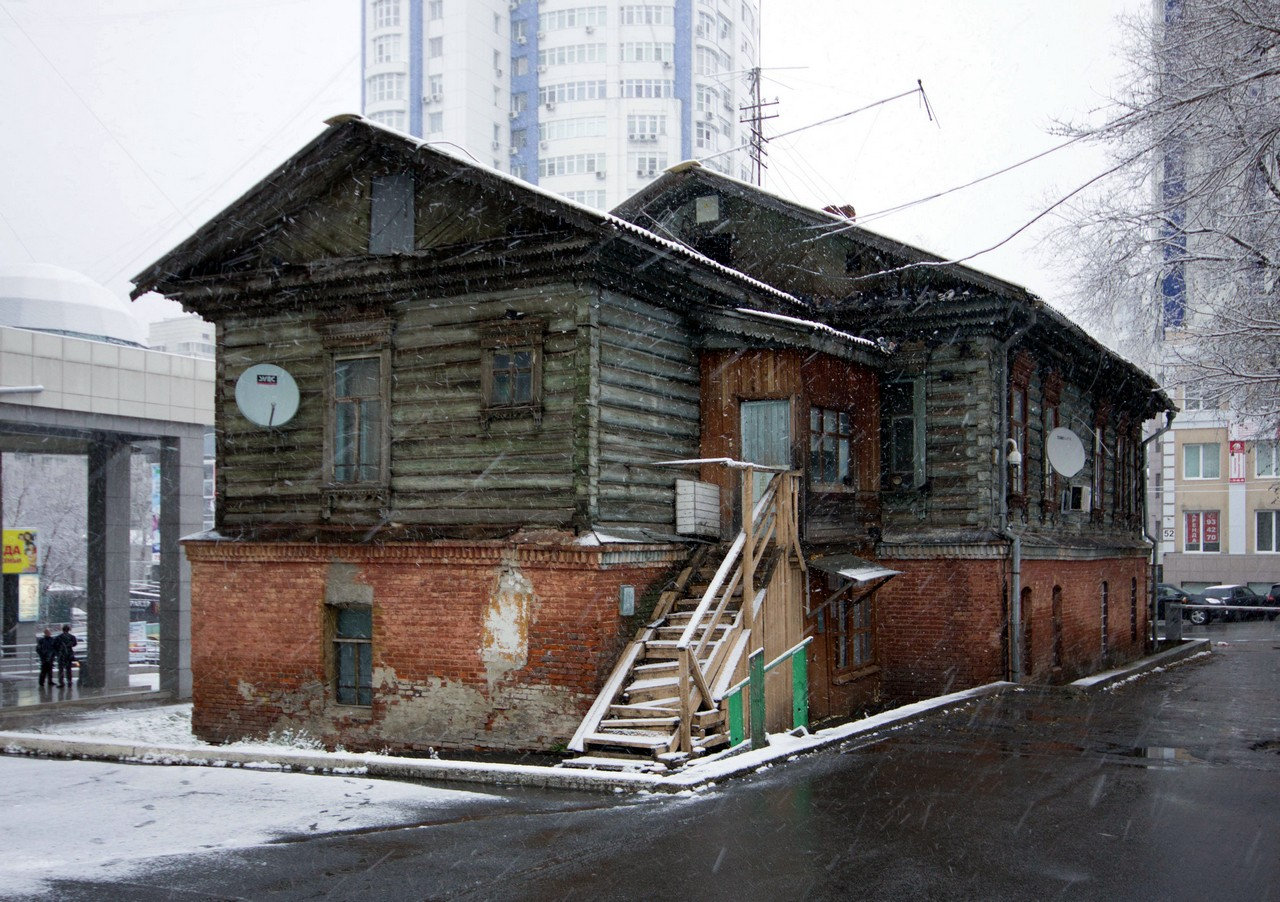
Дом жилой И. Н. Ситникова
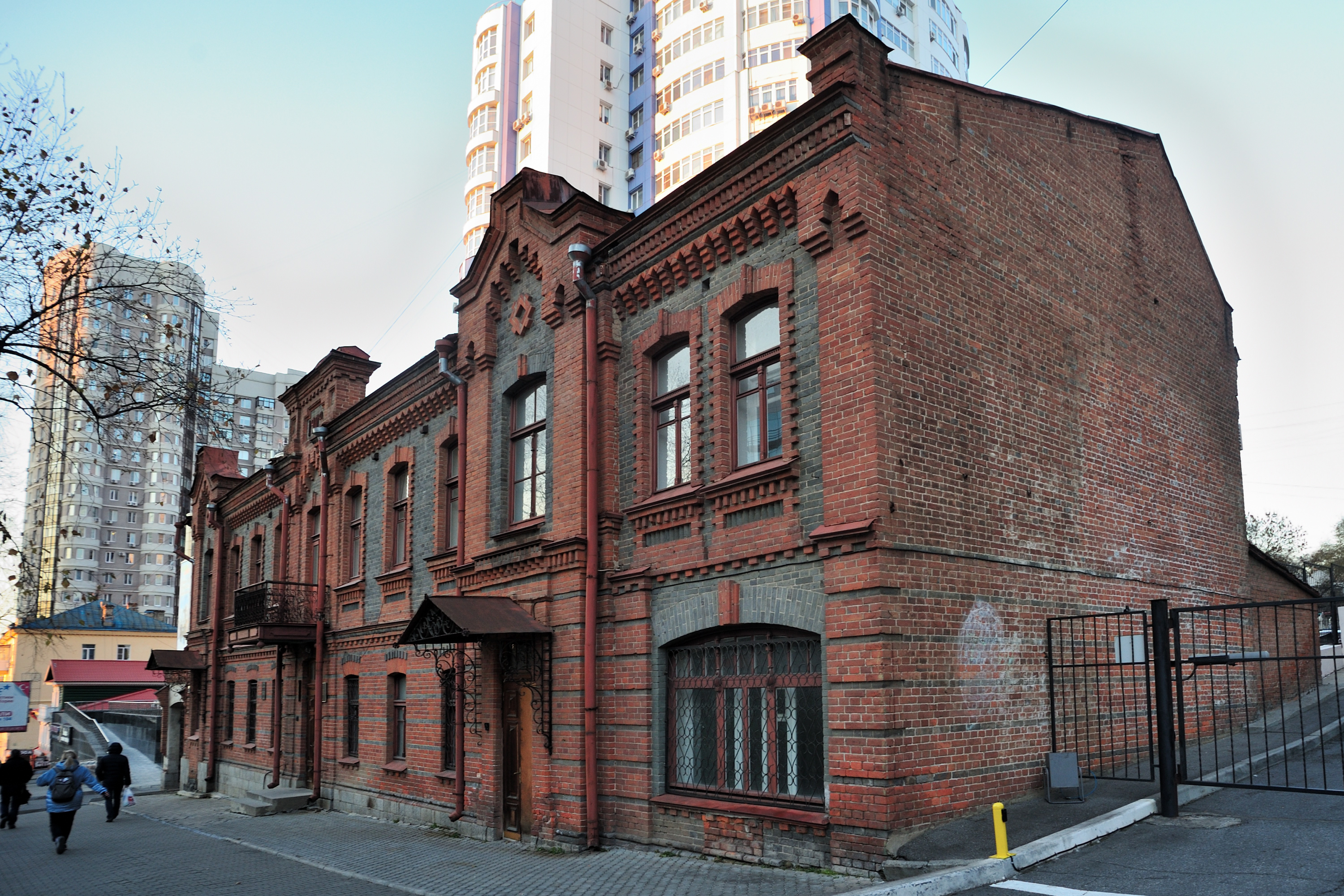
Дом доходный Г.П. Рословича